# بولبوئنته
بولبوئنته (به اسپانیایی: Bulbuente) یک دهستان در اسپانیا است که در استان ساراگوسا واقع شده‌است. بولبوئنته ۲۵ کیلومتر مربع مساحت و ۲۳۷ نفر جمعیت دارد.